# Zürcher Spielzeugmuseum

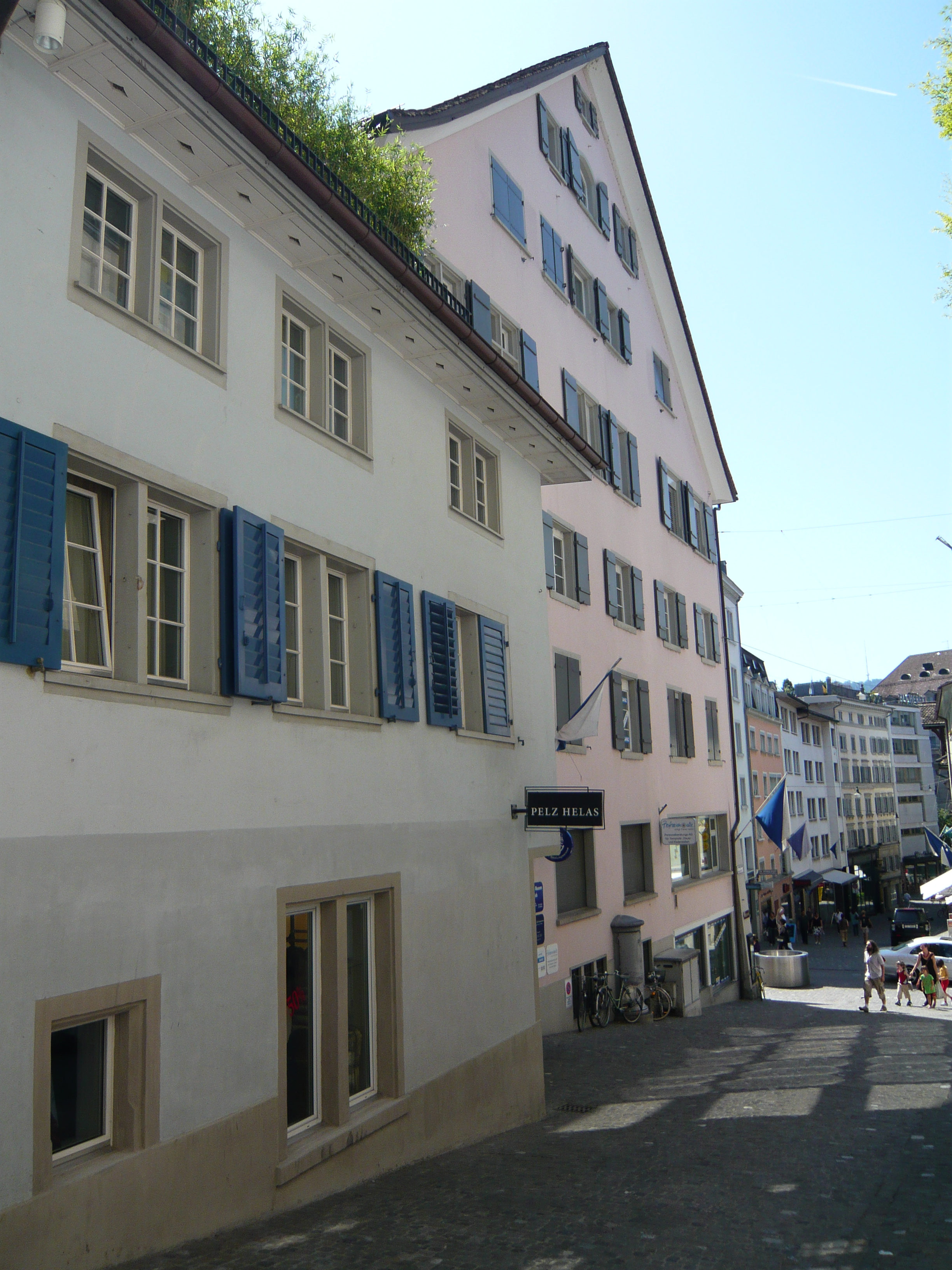
Gebäude, in dessen oberen Stockwerken sich das Museum befand

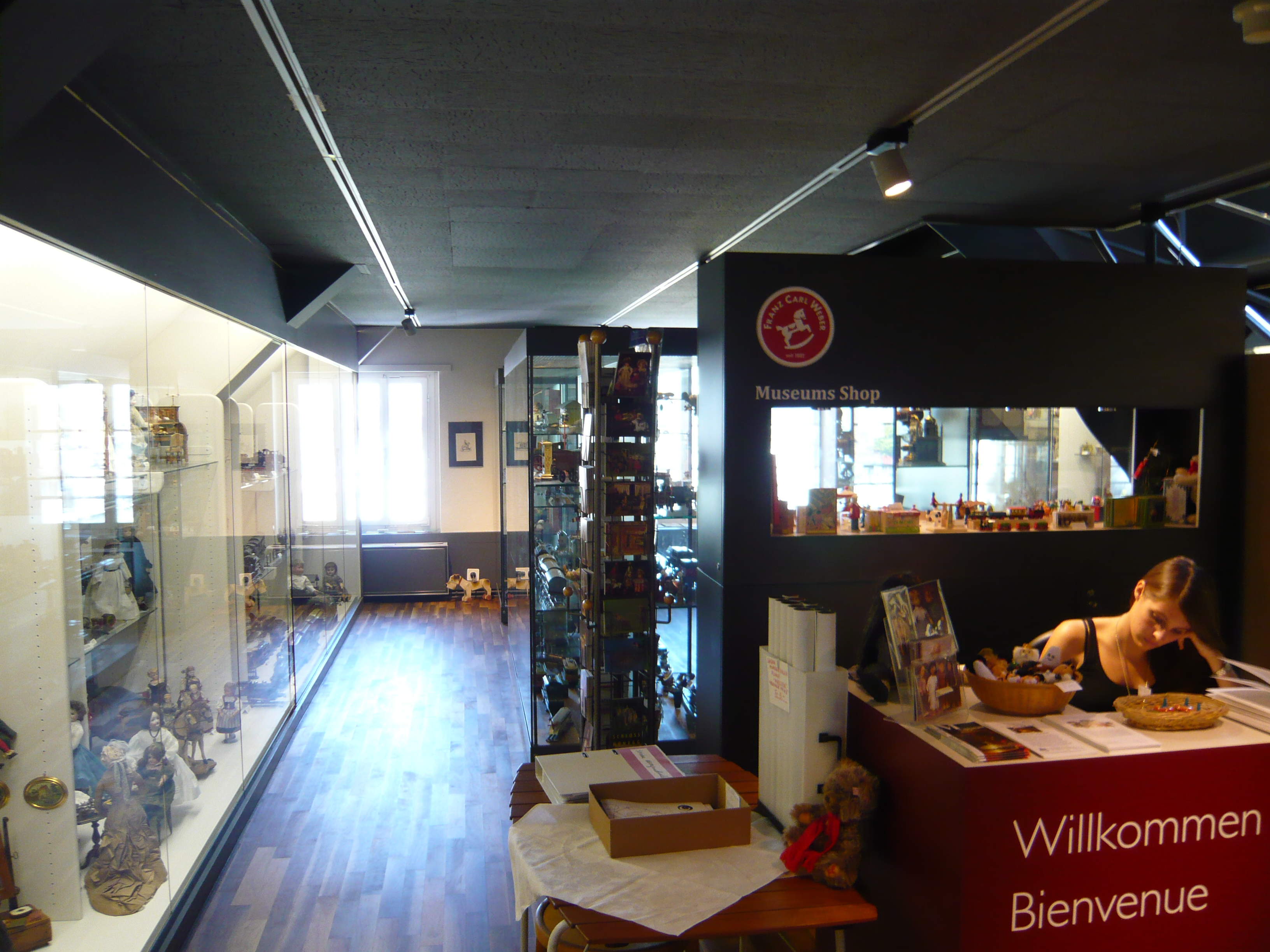
Früherer Eingangsbereich

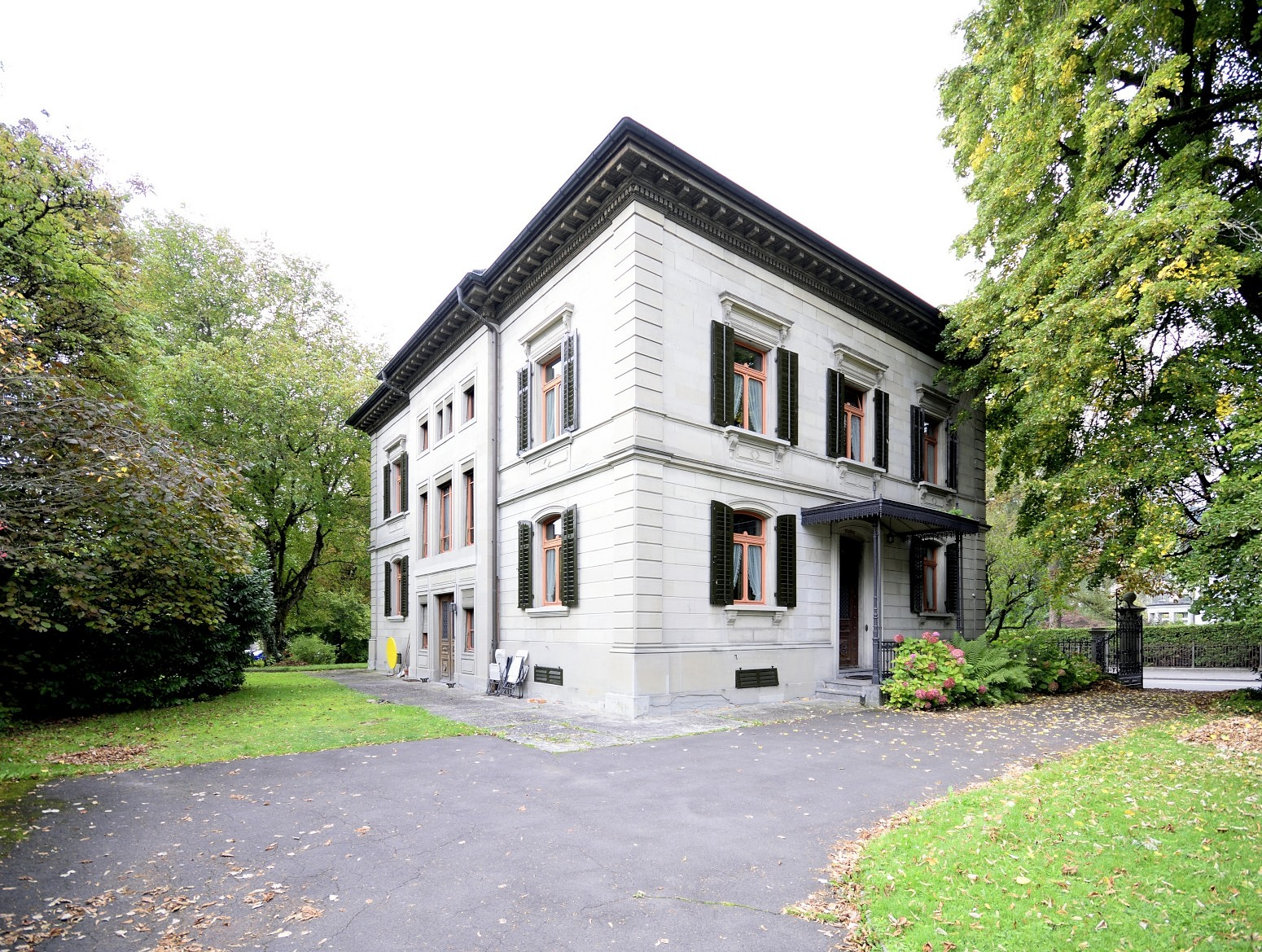
Villa Flora in Wald

Das Zürcher Spielzeugmuseum wurde im Jahre 1956 aus Anlass des 75-jährigen Bestehens des Unternehmens Franz Carl Weber von Margrit Weber-Beck gegründet. Im September 1981 zog es in das Haus Rennweg 26/Fortunagasse 15, einen der ältesten Winkel der Altstadt von Zürich unweit der Bahnhofstrasse. Im Herbst 2022 wurde das Museum an die Altstetterstrasse verlegt, wo auch die Verwaltung von Franz Carl Weber ihren Sitz hatte.
Die Sammlung umfasst europäische Spielwaren vom 18. bis Mitte des 20. Jahrhunderts, die das Leben der jeweiligen Epoche in Miniaturen widerspiegelt. Eisenbahnen und Dampfmaschinen zeugen von der technischen Revolution, Puppen und ihre Kleidung zeigen Modeströmungen, Puppenstuben das häusliche Leben früherer Zeiten.
Im Februar 2024 kündigte die Stiftung Spielzeugmuseum die Schliessung des Museums und den Verkauf der Sammlung an. Die Sammlung wurde in der Folge von Fritz Maurer erworben und soll ab Herbst 2024 in der Villa Flora in Wald ausgestellt werden; Trägerschaft des neuen Museums ist der Verein Franz Carl Weber Spielzeugmuseum.

## Ausstellungen
Von März bis November 2009 fand eine Sonderausstellung mit Puppen von Sasha Morgenthaler statt, 2016 gab es wieder eine. Die Sammlung der Puppen und Objekte von Sasha Morgenthaler ist Eigentum der Stadt Zürich. 
Bis Mitte Februar 2010 lief die Sonderausstellung Fröhliche Weihnachten per Post, welche die Geschichte der Postkarte darstellte. Ab März 2010 wurden unter dem Titel Alte Schätze neu entdeckt Raritäten aus der Sammlung von Franz Carl Weber präsentiert. Darauf folgten weitere Sonderausstellungen.